# 地球管弦樂隊
《地球管弦樂隊》（日語：地球オーケストラ）是日本樂團KUSU KUSU的總計第2張單曲。1991年4月25日由POLYSTAR發行。

## 解說
表題曲「地球管弦樂隊」是富士電視台電視動畫《亂馬1/2 熱鬥篇》選用的片頭主題曲選為第4代片頭主題曲使用，使用時間從1991年4月5日（第70話）至同年10月25日（第99話）為止。後來，1992年10月21日發行的動畫CD原聲帶《亂馬1/2 格鬥歌牌》收錄了角色歌曲的翻唱版本，由《亂馬1/2》主角早乙女亂馬的動畫版聲優山口勝平主唱。
單曲版、角色歌曲版都陸續發行之後，「地球管弦樂隊」才第一次在原唱者KUSU KUSU的精選專輯《JAMBO ～BEST OF KUSU KUSU～》中收錄，並於KUSU KUSU的第3張專輯《cajon》收錄了N.Y.C.mix的編曲版。至於B面歌曲「子供達」都有收錄在KUSU KUSU的首張專輯《光子供達》和第6張專輯《GROOVE MARKET》裡。

## 收錄歌曲
1. 地球管弦樂隊（地球オーケストラ）
  - 作詞：次郎，作曲：，編曲：KUSU KUSU
  - 富士電視台電視動畫《亂馬1/2 熱鬥篇》片頭主題曲
2. 子供達
  - 作詞：次郎，作曲：MU